# Mondo Generator

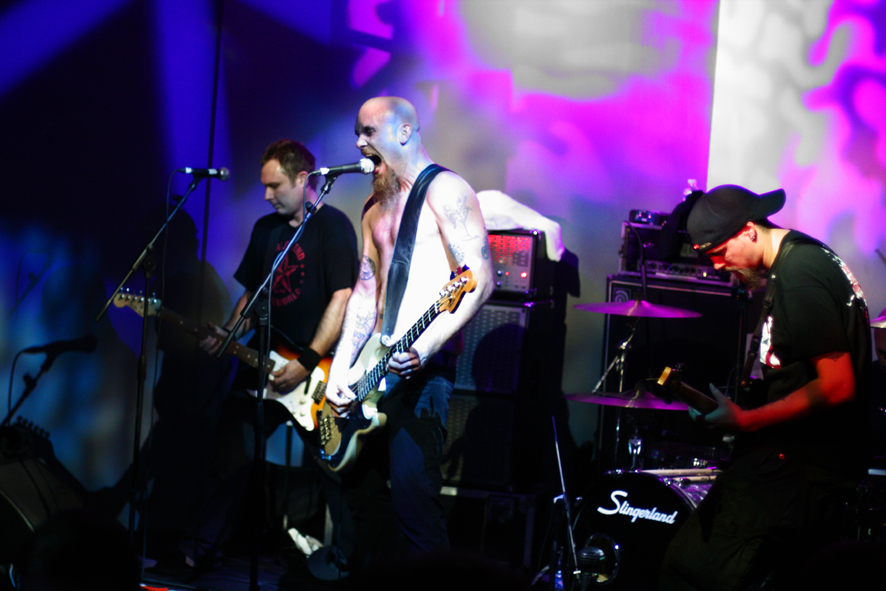
Mondo Generator 2006

Mondo Generator ist eine US-amerikanische Hard-/Stoner-Rock-Band um Nick Oliveri.

## Geschichte
Anfänglich gegründet als Nebenprojekt zu den Queens of the Stone Age, in denen Nick Oliveri von 1998 bis 2004 als Bassist und Sänger agierte, entwickelte sich die Band nach dem Rauswurf Oliveris aus den Queens of the Stone Age 2004 zu seinem musikalischen Hauptprojekt.
Der Bandname entstammt einem Kyuss-Song aus dem Album Blues for the Red Sun, an dem Oliveri ebenfalls als Bassist beteiligt war.
Das 2000 veröffentlichte, aber bereits 1997 aufgenommene Debütalbum Cocaine Rodeo wurde unter Mithilfe von Josh Homme (Queens of the Stone Age), der unter dem Pseudonym Carlo Von Sexron auftritt, Brant Bjork (Fu Manchu, Kyuss) und Rob Oswald aufgenommen. Oliveri, der selbst unter dem Alias Rex Everything fungiert, übernimmt dabei den kompletten Gesangspart und das Songwriting. So sind die entstandenen Songs härter und punklastiger als bei den Queens of the Stone Age.
Kultstatus erreichte die Band daraufhin mit ihren meist unangekündigten und extrovertierten Liveauftritten, sie spielten zum Teil in Verkleidungen oder, wie es bei Oliveri nicht unüblich war, völlig nackt.
Mit dem 2003 erschienenen zweiten Album A Drug Problem That Never Existed nimmt das anfängliche Nebenprojekt für Oliveri an Bedeutung zu. So folgten im Anschluss daran größere Tourneen in Europa und Nordamerika, bei denen er von Brant Bjork am Schlagzeug, Dave Catching (Earthlings) an der Gitarre und Molly McGuire (Yellow #5) am Bass unterstützt wurde.
Zurzeit besteht die Band aus Oliveri, Ben Perrier und Ben Thomas von der britischen Band Winnebago Deal.

## Diskografie
- 2000: Cocaine Rodeo
- 2003: A Drug Problem That Never Existed
- 2006: Dead Planet: SonicSlowMotionTrails
- 2007: Dead Planet
- 2010: Dog Food (EP)
- 2012: Hell Comes to Your Heart
- 2020: Shooters Bible
- 2023: We Stand Against You